# Кларк, Эмилия
Эми́лия И́зобел Юфи́мия Ро́уз Кларк (англ. Emilia Isobel Euphemia Rose Clarke; род. 23 октября 1986, Лондон, Англия, Великобритания) — британская актриса театра, кино и телевидения. Наиболее известна по ролям Дейенерис Таргариен в телесериале «Игра престолов» (2011—2019), Сары Коннор в фильме «Терминатор: Генезис» (2015) и Ки’ры в фильме «Хан Соло. Звёздные войны: Истории» (2018).
Журнал Time назвал её одной из «100 самых влиятельных людей в мире» в 2019 году.

## Ранние годы и образование
Эмилия Изобел Юфимия Роуз Кларк родилась 23 октября 1986 года, в Лондоне и выросла в Беркшире. Её отец работал звукорежиссёром в театре и был родом из Вулвергемптона, Уэст-Мидлендс, он умер от рака 10 июля 2016 года; мать, Дженнифер Кларк, является директором благотворительного фонда «Анима». У Эмилии также есть старший брат Беннетт, который был одним из операторов, снимавших «Игру престолов».
Кларк проявила интерес к актёрскому мастерству в возрасте трёх лет после просмотра мюзикла «Плавучий театр», над которым работал её отец. Она обучалась в школе святого Антония и в школе Сент-Эндрюс, которую окончила в 2005 году. После она училась в Лондонском драматическом центре, который окончила в 2009 году.

## Карьера

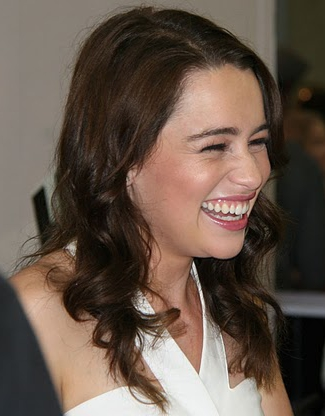
Эмилия Кларк на San Diego Comic-Con International в 2011 году

Первое появление Эмилии Кларк в кино состоялось в 2009 году, в студенческом короткометражном фильме «Падение собаки». Её первая телевизионная роль — Саския Майер в эпизоде британского телесериала «Врачи».

В 2010 году Кларк получила роль Дейенерис Таргариен в фэнтези-сериале канала НВО «Игра престолов», основанного на серии книг «Песнь Льда и Огня» Джорджа Р. Р. Мартина. В этом сериале она заменила актрису Тамзин Мерчант. В одном из интервью актриса заявила, что во время своего прослушивания она исполнила танец маленьких утят и танец робота. Сериал дебютировал в апреле 2011 года и получил положительные отзывы, а также был продлён на второй сезон. В 2011 году Эмилия Кларк выиграла награду «EWwy Awards» в номинации «Лучшая женская роль — драма» за роль Дейенерис. В 2013 году Кларк была номинирована на премию «Эмми» в категории «Лучшая женская роль второго плана в драматическом сериале». Она была снова номинирована на премию «Эмми» в 2015, 2016 и 2019 годах.

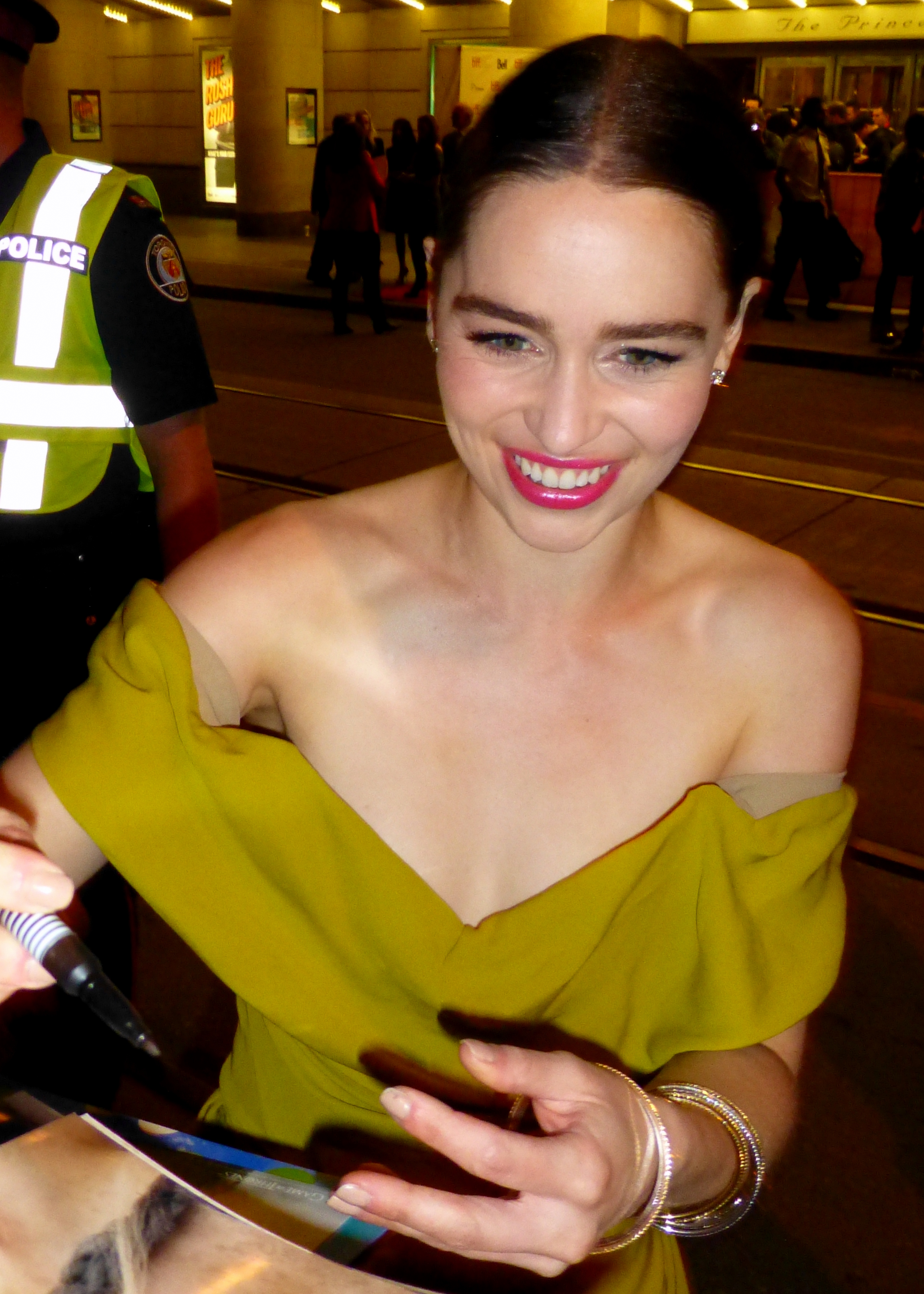
Эмилия Кларк на премьере фильма «Дом Хемингуэй», кинофестиваль в Торонто (8 сентября 2013)

Эмилия Кларк получила положительные отзывы от критиков за свою роль в телесериале «Игра престолов». Мэтью Гилберт из Boston Globe назвал её роль «завораживающей», добавив, что «у Эмилии Кларк нет большого простора в плане эмоций в работе над ролью Дейенерис, кроме ожесточённой решимости, — тем не менее она трудолюбиво работает над ролью». Тодд Вандервиф для сайта The A.V. Club прокомментировал трудность адаптации такого перехода от страницы к экрану. В 2017 году Эмилия Кларк стала одной из самых высокооплачиваемых актрис на телевидении, зарабатывая $2 млн за один эпизод «Игры престолов».
В 2012 году Кларк появилась в картине «Спайк Айленд», фильм назван в честь британской рок-группы The Stone Roses. С марта по апрель 2013 года Кларк играла Холли Голайтли в бродвейской постановке «Завтрак у Тиффани», в том же году она снялась в фильме «Дом Хемингуэй» вместе с Джудом Лоу. Реакция критиков на фильм была в основном положительная, хотя он стал коммерческим провалом.
В мае 2014 года было объявлено, что актриса снимется в фильме «Сад последних дней» вместе с Джеймсом Франко, но фильм был отменён за две недели до начала съёмок. Эмилии Кларк предложили роль Анастейши Стил в фильме «Пятьдесят оттенков серого» (2015), но она отказалась от этой роли из-за обнажённых сцен. Она также сыграла Сару Коннор в фильме «Терминатор: Генезис» (2015) вместе с Арнольдом Шварценеггером, Джаем Кортни и Джейсоном Кларком. Фильм собрал в прокате более $400 млн по всему миру, но не получил благоприятных отзывов от критиков, несмотря на это она получила номинацию на премию «Teen Choice Awards».

В 2016 году Эмилия Кларк снялась в главной женской роли вместе с Сэмом Клафлином в фильме-адаптации бестселлера с одноимённым названием «До встречи с тобой», который был выпущен 3 июня 2016 года. Фильм имел коммерческий успех, собрав более $200 млн по всему миру, и получил высокий рейтинг на сайте Rotten Tomatoes. За свою роль в этом фильме она получила номинации на премии «Teen Choice Awards» и «MTV Movie Awards». Кларк играла ведущую роль няни Верены в фильме «Голос из камня», который был выпущен в апреле 2017 года.

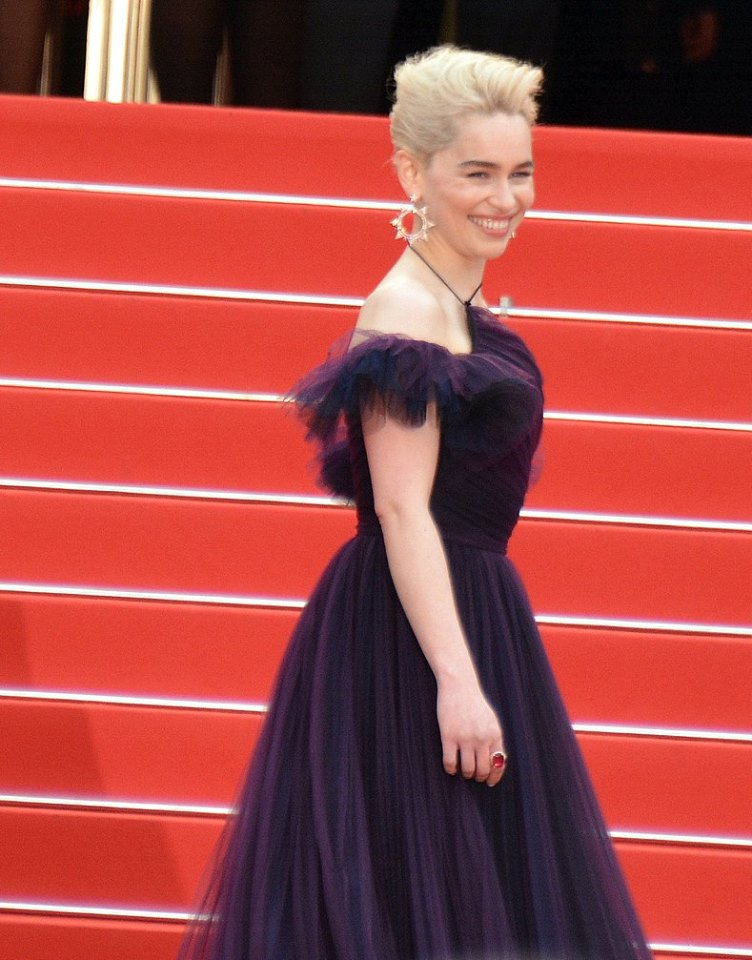
Эмилия Кларк на Каннском кинофестивале в 2018 году.

В конце 2016 года стало известно, что Эмилия Кларк снимется в новом фильме вселенной «Звёздных войн» о молодом Хане Соло. В августе 2017 стало известно имя героини Кларк в фильме — Ки’ра. Выход фильма состоялся 24 мая 2018 года.
29 декабря 2023 года Эмилия Кларк вместе со своей матерью Дженнифер стала кавалером ордена Британской империи за создание благотворительной организации SameYou, занимающейся оказанием помощи людям, восстанавливающимся после повреждений головного мозга.

## Личная жизнь
С сентября 2012 года Эмилия Кларк встречалась с Сетом Макфарлейном, в марте 2013 года было объявлено о разрыве их отношений. C октября 2015 года Кларк проживала в Хэмпстеде, Лондон. В 2016 году она приобрела дом в Венис-Бич, Лос-Анджелес.
Эмилия Кларк была признана самой желанной женщиной мира по версии журнала AskMen в 2014 году. Она также была названа журналом Esquire самой красивой женщиной в мире в 2015 году. Журнал Screen International назвал её одной из «будущих британских звёзд». 8 марта 2017 года Кларк получила награду от сайта HuffPost как самый активный борец за права женщин во всем мире. 13 июля 2017 года в интервью журналу Rolling Stone актриса рассказала о том, как роль в телесериале «Игра престолов» превратила её в феминистку.
В статье для The New Yorker за март 2019 года она рассказала, что у неё было субарахноидальное кровоизлияние, форма инсульта, вызванное разрывом аневризмы, в 2011 году. Она перенесла срочную эндоваскулярную операцию и впоследствии страдала афазией, в какой-то момент она не могла вспомнить даже собственное имя. У неё была вторая аневризма, которую вылечили хирургически в 2013 году.

## Филантропия
В феврале 2022 года актриса отреагировала на российское вторжение на Украину. В своём инстаграме Эмилия опубликовала фото с собакой Тедом, а также с командой предыдущего проекта. Все были одеты в футболки с украинским флагом. Под фото она заявила, что поддерживает Украину, и предложила несколько способов, как помочь украинцам финансово, покупая эти футболки и фотографии, сделанные её другом в Киеве, а также напрямую передавая деньги благотворительным организациям.
Моё сердце разрывается вместе со многими другими из-за непрерывных страданий, боли и разбитых сердец, которые миллионы людей переживают в Украине.

## Фильмография

### Фильмы
| Год  |     | Русское название                  | Оригинальное название   | Роль             |
| ---- | --- | --------------------------------- | ----------------------- | ---------------- |
| 2009 | кор | Падение собаки                    | Drop the Dog            | Джули            |
| 2009 | кор | История Лизы                      | Lisa's Story            | Лиза             |
| 2012 | кор | Закованная в цепи                 | Shackled                | Малу             |
| 2012 | ф   | Спайк Айленд                      | Spike Island            | Салли Харрис     |
| 2013 | ф   | Дом Хемингуэй                     | Dom Hemingway           | Эвелин Хемингуэй |
| 2015 | ф   | Терминатор: Генезис               | Terminator Genisys      | Сара Коннор      |
| 2016 | ф   | До встречи с тобой                | Me Before You           | Луиза Кларк      |
| 2017 | ф   | Голос из камня                    | Voice from the Stone    | Верена           |
| 2018 | ф   | Хан Соло. Звёздные войны: Истории | Solo: A Star Wars Story | Ки’ра            |
| 2018 | ф   | Главные женские роли              | Leading Lady Parts      | Играет саму себя |
| 2019 | ф   | Вне подозрений                    | Above Suspicion         | Сьюзен Смит      |
| 2019 | ф   | Рождество на двоих                | Last Christmas          | Кейт             |
| 2022 | мф  | Изумительный Морис                | The Amazing Maurice     | Малисия          |
| 2023 | ф   | Капсульное поколение              | The Pod Generation      | Рейчел           |
|      | ф   | Следующая жизнь                   | Next Life               | Айви             |
|      | мф  | Твиты                             | The Twits               | [ 74 ]           |

### Телевидение
| Год       |    | Русское название            | Оригинальное название | Роль                |
| --------- | -- | --------------------------- | --------------------- | ------------------- |
| 2009      | с  | Врачи                       | Doctors               | Саския Майер        |
| 2010      | тф | Атака из Триасового периода | Triassic Attack       | Саванна Раундтри    |
| 2011—2019 | с  | Игра престолов              | Game of Thrones       | Дейенерис Таргариен |
| 2013      | мс | Футурама                    | Futurama              | Марианна            |
| 2016      | мс | Робоцып                     | Robot Chicken         | Бриджет             |
| 2017      | мс | Звери                       | Animals               | Лампи               |
| 2017      | мс | Буревестники идут           | Thunderbirds Are Go   | Дойл                |
| 2019      | с  | Saturday Night Live         | Saturday Night Live   | играет саму себя    |
| 2023      | с  | Секретное вторжение         | Secret Invasion       | Г’айа               |
|           | с  | Пони                        | Ponies                | Би                  |
|           | с  | Криминал                    | Criminal              | Мэллори             |

## Озвучивание компьютерных игр
| Год  |    | Русское название | Оригинальное название                    | Роль                |
| ---- | -- | ---------------- | ---------------------------------------- | ------------------- |
| 2015 | ки | Game of Thrones  | Game of Thrones: A Telltale Games Series | Дейенерис Таргариен |

## Роли в театре
| Название          | Год  | Роль           | Место проведения       | Ист.   |
| ----------------- | ---- | -------------- | ---------------------- | ------ |
| Завтрак у Тиффани | 2013 | Холли Голайтли | Театр «Корт»           | [ 86 ] |
| Чайка             | 2020 | Нина           | Театр «Playhouse»      | [ 87 ] |
| Чайка             | 2022 | Нина           | Театр Гарольда Пинтера | [ 88 ] |

## Награды и номинации
Список приведён в соответствии с данными сайта IMDb.com.
| Год  | Награда                        | Категория                                                               | Работа              | Результат |
| ---- | ------------------------------ | ----------------------------------------------------------------------- | ------------------- | --------- |
| 2011 | IGN Summer Movie Awards        | Лучшая актриса на телевидении                                           | Игра престолов      | Номинация |
| 2011 | Scream                         | Лучший женский персонаж                                                 | Игра престолов      | Победа    |
| 2011 | Scream                         | Лучший актёрский ансамбль                                               | Игра престолов      | Номинация |
| 2011 | EWwy Awards                    | Лучшая актриса — драма                                                  | Игра престолов      | Победа    |
| 2012 | Грейси                         | Лучшая восходящая звезда в драматическом сериале                        | Игра престолов      | Победа    |
| 2012 | Золотая Нимфа                  | Лучшая женская роль в драматическом сериале                             | Игра престолов      | Номинация |
| 2012 | Премия Гильдии киноактёров США | Лучший актёрский состав в драматическом сериале                         | Игра престолов      | Номинация |
| 2013 | Эмми                           | Лучшая женская роль второго плана в драматическом сериале               | Игра престолов      | Номинация |
| 2013 | Выбор телевизионных критиков   | Лучшая женская роль второго плана в драматическом сериале               | Игра престолов      | Номинация |
| 2013 | SFX Awards                     | Лучшая актриса                                                          | Игра престолов      | Победа    |
| 2013 | Gold Derby TV Awards           | Лучшая драматическая актриса                                            | Игра престолов      | Номинация |
| 2014 | Спутник                        | Лучшая актриса второго плана в телесериале, мини-сериале или телефильме | Игра престолов      | Номинация |
| 2014 | Выбор народа                   | Любимая фэнтези-актриса на ТВ                                           | Игра престолов      | Номинация |
| 2014 | Премия Гильдии киноактёров США | Лучший актёрский состав в драматическом сериале                         | Игра престолов      | Номинация |
| 2014 | Молодой Голливуд               | Любимая актриса                                                         | Игра престолов      | Номинация |
| 2014 | Gold Derby TV Awards           | Лучшая драматическая актриса                                            | Игра престолов      | Номинация |
| 2015 | Сатурн                         | Лучшая телеактриса второго плана                                        | Игра престолов      | Номинация |
| 2015 | Премия Гильдии киноактёров США | Лучший актёрский состав в драматическом сериале                         | Игра престолов      | Номинация |
| 2015 | Эмми                           | Лучшая женская роль второго плана в драматическом сериале               | Игра престолов      | Номинация |
| 2015 | Империя                        | Empire Hero Award                                                       | Игра престолов      | Победа    |
| 2015 | Teen Choice Awards             | Choice Summer Movie Star: Female                                        | Терминатор: Генезис | Номинация |
| 2016 | Эмми                           | Лучшая женская роль второго плана в драматическом сериале               | Игра престолов      | Номинация |
| 2016 | Выбор телевизионных критиков   | Лучшая женская роль второго плана в драматическом сериале               | Игра престолов      | Номинация |
| 2016 | Выбор народа                   | Любимая фэнтези-актриса на ТВ                                           | Игра престолов      | Номинация |
| 2016 | Премия Гильдии киноактёров США | Лучший актёрский состав в драматическом сериале                         | Игра престолов      | Номинация |
| 2016 | Jupiter Awards                 | Лучшая международная актриса                                            | Игра престолов      | Номинация |
| 2016 | Teen Choice Awards             | Choice Movie Liplock (совместно с Сэмом Клафлином)                      | До встречи с тобой  | Номинация |
| 2017 | Выбор народа                   | Любимая фэнтези-актриса на ТВ                                           | Игра престолов      | Номинация |
| 2017 | Выбор телевизионных критиков   | Лучшая женская роль второго плана в драматическом сериале               | Игра престолов      | Номинация |
| 2017 | MTV Movie Awards               | Лучшая телеактриса                                                      | Игра престолов      | Номинация |
| 2017 | MTV Movie Awards               | Самая душещипательная сцена (совместно с Сэмом Клафлином)               | До встречи с тобой  | Номинация |
| 2018 | Премия Гильдии киноактёров США | Лучший актёрский состав в драматическом сериале                         | Игра престолов      | Номинация |
| 2019 | Эмми                           | Лучшая женская роль в драматическом сериале                             | Игра престолов      | Номинация |
| 2019 | Сатурн                         | Лучшая телеактриса                                                      | Игра престолов      | Победа    |
| 2019 | MTV Movie Awards               | Лучшая актриса                                                          | Игра престолов      | Номинация |
| 2020 | Премия Гильдии киноактёров США | Лучший актёрский состав в драматическом сериале                         | Игра престолов      | Номинация |
| 2020 | CinEuphoria Awards             | Почётная награда                                                        | Игра престолов      | Победа    |